# 瑪米拉購物中心

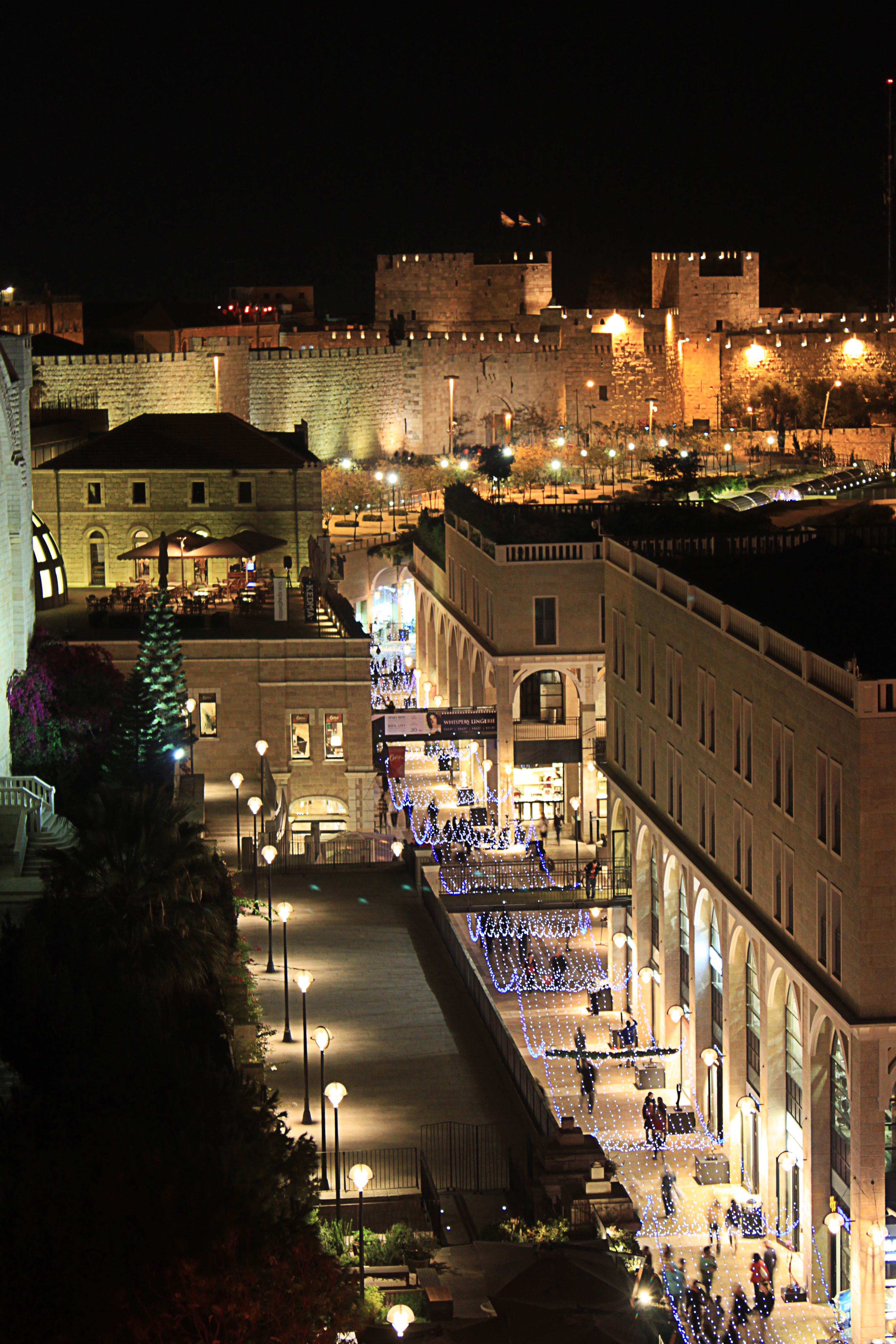
瑪米拉購物中心

瑪米拉購物中心（Mamilla Mall）是以色列耶路撒冷的一條購物街，也是耶路撒冷唯一的露天購物中心。瑪米拉購物中心位於雅法門西北側，長610米，有140家店鋪。

## 外部連結
- Architect's plans for Mamilla Mall
- Mamilla Hotel （页面存档备份，存于）
- The David Citadel Hotel （页面存档备份，存于）

31°46′38.33″N 35°13′33.38″E / 31.7773139°N 35.2259389°E